# Raül Romeva

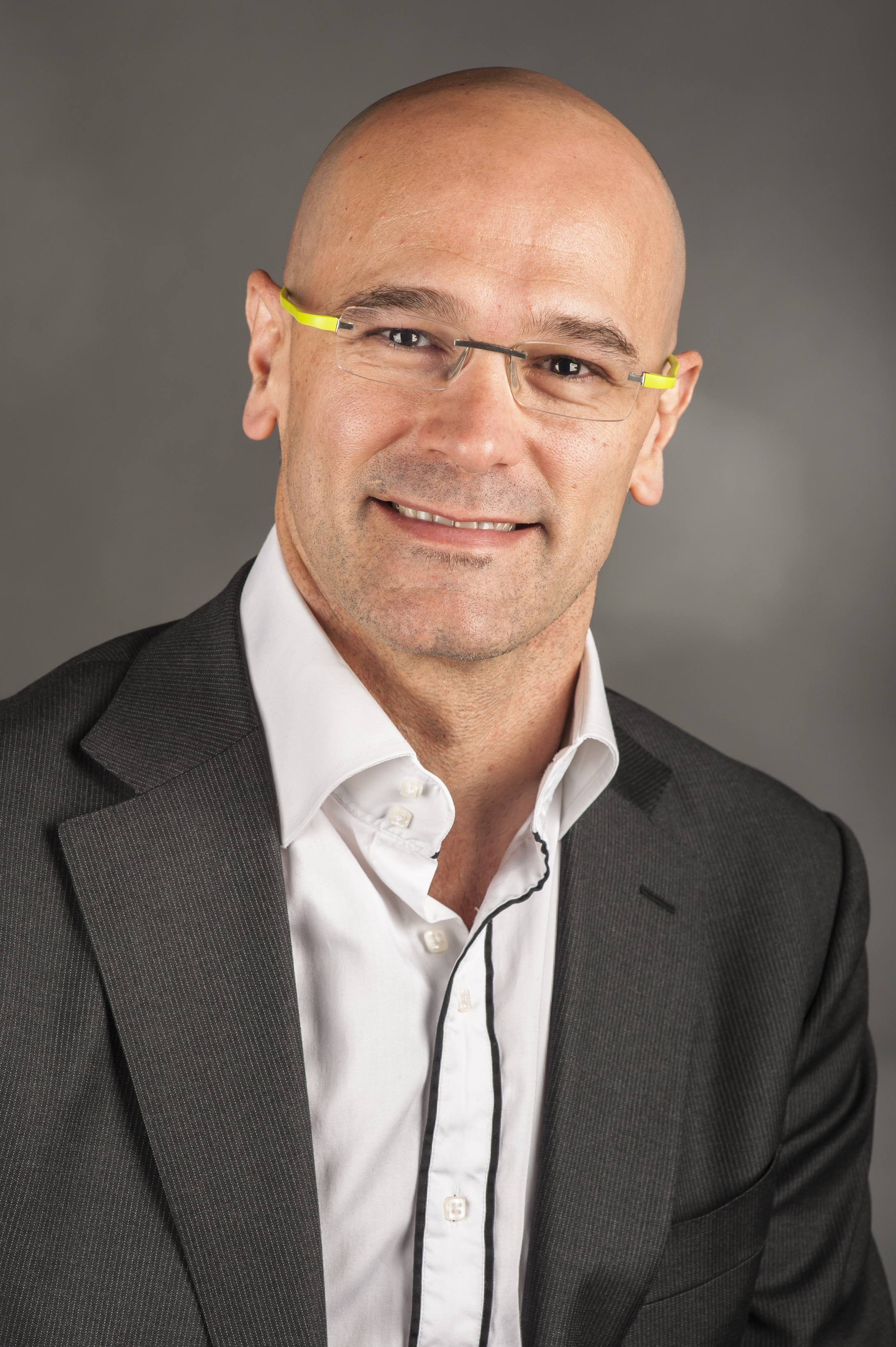
Raül Romeva, februari 2014

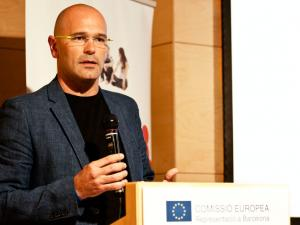
Raül Romeva, april 2011

Raül Romeva i Rueda (Madrid, 12 maart 1971) is een Catalaans econoom en politicus, en voormalige secretaris van Externe en Institutionele relaties en transparantie van de Generalitat van Catalonië, totdat hij ontslagen werd door de centrale overheid als gevolg van zijn betrokkenheid met de illegale eenzijdige onafhankelijkheidsverklaring van Catalonië in oktober 2017. Hiervoor is hij in 2019 tot jaren gevangenisstraf veroordeeld. In 2004 is hij gekozen in het Europees Parlement voor het Iniciativa per Catalunya Verds (Initiatief voor een Groen Catalonië) dat deel uitmaakt van de fractie De Groenen/Vrije Europese Alliantie. In 2015 werd hij bij Catalaanse parlementsverkiezingen als onafhankelijke lijsttrekker van het kartel Junts pel Sí verkozen in de kieskring Barcelona.
Romeva groeide op in Caldes de Montbui. Hij studeerde economie aan de Autonome Universiteit van Barcelona. Hij promoveerde in Internationale betrekkingen en doceerde daarna ook in dit vak aan dezelfde universiteit.
Hij werkte als expert in conflictsituaties, vredesprocessen en rehabilitatie voor Intermón Oxfam, de Verenigde Naties en UNESCO. Voor deze laatste organisatie werkte hij in Bosnië en Herzegovina aan een programma voor vredeseducatie. Later was hij in hetzelfde land waarnemer van de verkiezingen voor de OVSE. Verder voerde hij activiteiten uit voor Greenpeace.
In het Europees Parlement is hij lid van de commissies visserij en rechten van de vrouw en gendergelijkheid. Verder is hij lid van de delegaties voor betrekkingen met Midden-Amerika en in de Euro-Latijns-Amerikaanse Parlementaire Vergadering. Hij is voorstander van een meer federaal Europa. Bij de verkiezingen voor het Catalaanse parlement in 2015 werd hij lijsttrekker voor de provincie Barcelona voor het kartel Junts pel Sí (Samen voor Ja). Deze groepering van prominenten uit de wereld van kunst en cultuur, samen met de centrumrechtse Convergència Democràtica de Catalunya (CDC) en de linkse republikeinen van Esquerra Republicana de Catalunya (ERC) heeft de onafhankelijkheid als gemeenschappelijke doelstelling.

## Werken
- Sayonara Sushi (Novel·la / Plaza & Janés / Rosa dels Vents 2012)
- Guerra, posguerra y paz: pautas para el análisis y la intervención en contextos posbélicos o postacuerdo (Icaria: 2003)
- Bosnia en paz: lecciones, retos y oportunidades de una posguerra contemporánea (Catarata: 2003)
- Desarme y desarrollo: claves para armar conciencias (Intermón Oxfam: 2000)
- Bòsnia-Hercegovina: lliçons d'una guerra (Centre UNESCO: 1998)
- Pau i seguretat a Europa: prevenció de conflictes armats a l'Europa de la postguerra freda (Centre UNESCO: 1997)

- Biblioteca Nacional de España: XX1222795
- Catàleg d'autoritats de noms i títols de Catalunya: 981058518550806706
- Gemeinsame Normdatei: 1070604739
- International Standard Name Identifier: 0000 0000 5932 2283
- Library of Congress Control Number: n99034890
- Système universitaire de documentation: 155468987
- Virtual International Authority File: 63338846
- WorldCat: E39PBJkTdcc4pKqjTjPDCVjKVC